# Loßburg
Loßburg és un municipi alemany pertanyent al districte de Freudenstadt a l'estat federat de Baden-Wurtemberg. Els seus barris són Betzweiler-Wälde, Lombach, Schömberg, Sterneck, Wittendorf i Vierundzwanzig Höfe. El nom del barri Vierundzwanzig Höfe (Vint-i-quatre Granges) ja es troba en documents a partir de l'any 1702, encara que no va ser fins a un segle més tard l'assentament dispers de 24 granges aïllades va ser fusionat per a formar un llogaret. En total, el municipi Loßburg té uns 7.800 habitants i el territori municipal comprèn 7.926 ha. Està situat a una altitud de 600 - 800 m s. n. Plantilla:Esd en un altiplà enmig de la Selva Negra Septentrional. A Loßburg és on hi ha la deu del riu Kinzig.